# O'Hara and the Youthful Prodigal
O'Hara and the Youthful Prodigal è un cortometraggio muto del 1913 diretto e interpretato da Van Dyke Brooke.

## Produzione
Il film fu prodotto dalla Vitagraph Company of America.

## Distribuzione
Distribuito dalla General Film Company, il film - un cortometraggio in una bobina - uscì nelle sale cinematografiche statunitensi il 28 aprile 1913.